# Aguaçu (Cuiabá)
Aguaçu é um distrito do município brasileiro de Cuiabá, capital do estado de Mato Grosso. Segundo o censo demográfico de 2022, realizado pelo Instituto Brasileiro de Geografia e Estatística (IBGE), sua população era de 1 464 habitantes e havia 553 domicílios particulares permanentes ocupados.

## Etimologia
O nome Aguaçu na língua indígena dos bororos significa "Água Grande" em referência ao rio que margeia. Coxipó -Açu = grande/ Coxipó = rio, refere-se também à palmeira babaçu, usada amplamente no local e regiões próximas, tendo sido segundo tradição oral, plantada pelos índios bororos, primitivos moradores da região.

## História
O distrito de aguaçu está situado às margens do Rio Coxipó-Açu, que se originou pela influência do garimpo em meados de 1932. No local, incorporado ao cotidiano do distrito, é possível encontrar objetos e edificações antigas como casas de pau a pique, barro e palha, às vezes tijolo cru (adobe), canoas feitas de tronco escavado, o pote de barro para água, a panela de barro branco e cinza de catipé, pilão, jacá, rede feita à mão e a medicina tradicional envolta num clima de ”benzeções”, ervas medicinais e até superstições.
Muitas das famílias que ainda vivem no distrito são descendentes dos índio bororos e escravos africanos. Há ruínas que provam a existência de quilombos. Conta-se também que ouve migração de cristão-novos e mouros que de maneira truculenta se instalaram na região. O agrupamento destes povos marcaram as características dos mais antigos moradores do distrito.